# Mullewa Shire
Mullewa Shire var en kommun i Western Australia, Australien. Kommunen, som var belägen 450 km norr om Perth och 100 km öster om regionens huvudstad Geraldton och kusten, i regionen Mid West, hade en yta på 10 827 km², och en folkmängd på 715 enligt 2011 års folkräkning. Huvudort var Mullewa.
Kommunen slogs 2011 samman med Geraldton-Greenough City, varvid kommunen Greater Geraldton City bildades. 